# Campeonato da Europa de Atletismo de 2010 - 100 m masculino
A prova dos 100 metros masculino do Campeonato da Europa de Atletismo de 2010 foi disputada entre os dias 27 e 28 de julho de 2010 no Lluís Companys,  em Barcelona,  na Espanha. 

## Recordes
Antes desta competição, os recordes mundiais e do campeonato nesta prova eram os seguintes:
|                       | Nome             | Nacionalidade | Tempo | Local      | Data                 |
| --------------------- | ---------------- | ------------- | ----- | ---------- | -------------------- |
| Recorde mundial       | Usain Bolt       | Jamaica       | 9s 58 | Berlim     | 16 de agosto de 2009 |
| Recorde do campeonato | Francis Obikwelu | Portugal      | 9s 99 | Gotemburgo | 8 de agosto de 2006  |
| Recorde europeu       | Francis Obikwelu | Portugal      | 9s 86 | Atenas     | 22 de agosto de 2004 |

## Medalhistas
| Ouro                      | Prata                    | Bronze                  |
| Christophe Lemaitre (FRA) | Mark Lewis-Francis (GBR) | Martial Mbandjock (FRA) |

## Cronograma
Todos os horários são locais (UTC+2).
| Data        | Hora  | Evento    |
| ----------- | ----- | --------- |
| 27 de julho | 19:15 | Bateria   |
| 27 de julho | 19:50 | Semifinal |
| 28 de julho | 21:45 | Final     |

## Resultados

### Bateria
Qualificação: 4 atletas de cada bateria  (Q) mais os  4 melhores qualificados (q). 
Bateria 1
| Posição | Raia | Atleta             | Nacionalidade | Tempo           | Notas |
| ------- | ---- | ------------------ | ------------- | --------------- | ----- |
| 1       | 2    | Dwain Chambers     | Reino Unido   | 10.21           | Q     |
| 2       | 6    | Ronald Pognon      | França        | 10.46           | Q     |
| 3       | 8    | Robert Kubaczyk    | Polónia       | 10.51           | Q     |
| 4       | 4    | Ronalds Arājs      | Letônia       | 10.52           | Q     |
| 5       | 7    | Jesper Simonsen    | Dinamarca     | 10.62           |       |
| 6       | 3    | Tom Kling-Baptiste | Suécia        | 10.64           |       |
| 7       | 5    | Jan Veleba         | Chéquia       | 10.68           |       |
|         |      |                    |               | Vento: -1.5 m/s |       |

Bateria 2
| Posição | Raia | Atleta                | Nacionalidade | Tempo           | Notas |
| ------- | ---- | --------------------- | ------------- | --------------- | ----- |
| 1       | 6    | Martial Mbandjock     | França        | 10.26           | Q     |
| 2       | 4    | Emanuele Di Gregorio  | Itália        | 10.31           | Q     |
| 3       | 8    | Matic Osovnikar       | Eslovênia     | 10.36           | Q,    |
| 4       | 2    | Alexander Kosenkow    | Alemanha      | 10.44           | Q     |
| 5       | 7    | Dmitriy Glushchenko   | Israel        | 10.44           | q,    |
| 6       | 3    | Ángel David Rodríguez | Espanha       | 10.45           | q     |
| 7       | 5    | Panayiotis Ioannou    | Chipre        | 10.61           |       |
|         |      |                       |               | Vento: -1.2 m/s |       |

Bateria 3
| Posição | Raia | Atleta           | Nacionalidade        | Tempo           | Notas |
| ------- | ---- | ---------------- | -------------------- | --------------- | ----- |
| 1       | 1    | Francis Obikwelu | Portugal             | 10.27           | Q     |
| 2       | 8    | Tobias Unger     | Alemanha             | 10.35           | Q     |
| 3       | 3    | Simone Collio    | Itália               | 10.43           | Q     |
| 4       | 4    | Hannu Hämäläinen | Finlândia            | 10.49           | Q     |
| 5       | 5    | Paweł Stempel    | Polónia              | 10.58           | q     |
| 6       | 2    | Mario Bonello    | Malta                | 11.09           |       |
| 7       | 6    | Nedim Čović      | Bósnia e Herzegovina | 34"89           |       |
|         | 7    | Dominic Carroll  | Gibraltar            |                 | DSQ   |
|         |      |                  |                      | Vento: -0.8 m/s |       |

Bateria 4
| Posição | Raia | Atleta              | Nacionalidade | Tempo           | Notas |
| ------- | ---- | ------------------- | ------------- | --------------- | ----- |
| 1       | 3    | Jaysuma Saidy Ndure | Noruega       | 10.31           | Q     |
| 2       | 2    | Ryan Moseley        | Áustria       | 10.38           | Q     |
| 3       | 7    | James Dasaolu       | Reino Unido   | 10.40           | Q     |
| 4       | 4    | Christian Blum      | Alemanha      | 10.57           | Q     |
| 5       | 6    | Joni Rautanen       | Finlândia     | 10.63           |       |
| 6       | 5    | Gregor Kokalovic    | Eslovênia     | 10.68           |       |
| 7       | 8    | Arman Andreasyan    | Armênia       | 11.01           |       |
|         |      |                     |               | Vento: -1.6 m/s |       |

Bateria 5
| Posição | Raia | Atleta              | Nacionalidade | Tempo           | Notas |
| ------- | ---- | ------------------- | ------------- | --------------- | ----- |
| 1       | 4    | Christophe Lemaitre | França        | 10.19           | Q     |
| 2       | 3    | Mark Lewis-Francis  | Reino Unido   | 10.23           | Q     |
| 3       | 7    | Fabio Cerutti       | Itália        | 10.38           | Q     |
| 4       | 8    | Jason Smyth         | Irlanda       | 10.43           | Q     |
| 5       | 6    | Dariusz Kuć         | Polónia       | 10.53           | q     |
| 6       | 2    | Mikhail Idrisov     | Rússia        | 10.62           |       |
| 7       | 5    | Izzet Safer         | Turquia       | 10.68           |       |
|         |      |                     |               | Vento: -1.4 m/s |       |

### Semifinal
Qualificação: 2 atletas de cada bateria  (Q) mais os  2 melhores qualificados (q). 
Semifinal 1
| Posição | Raia | Atleta               | Nacionalidade | Tempo | Notas |
| ------- | ---- | -------------------- | ------------- | ----- | ----- |
| 1       | 5    | Christophe Lemaitre  | França        | 10.06 | Q     |
| 2       | 6    | Emanuele Di Gregorio | Itália        | 10.17 | Q,    |
| 3       | 4    | Mark Lewis-Francis   | Reino Unido   | 10.21 | q, =  |
| 4       | 7    | Jason Smyth          | Irlanda       | 10.46 |       |
| 5       | 1    | Ronalds Arājs        | Letônia       | 10.47 |       |
| 6       | 8    | Hannu Hämäläinen     | Finlândia     | 10.47 |       |
| 7       | 3    | Tobias Unger         | Alemanha      | 10.52 |       |
| 8       | 2    | Paweł Stempel        | Polónia       | 10.53 |       |

Semifinal 2
| Posição | Raia | Atleta              | Nacionalidade | Tempo | Notas |
| ------- | ---- | ------------------- | ------------- | ----- | ----- |
| 1       | 5    | Dwain Chambers      | Reino Unido   | 10.10 | Q     |
| 2       | 4    | Jaysuma Saidy Ndure | Noruega       | 10.16 | Q     |
| 3       | 7    | Simone Collio       | Itália        | 10.23 | q     |
| 4       | 3    | Ryan Moseley        | Áustria       | 10.27 |       |
| 5       | 8    | Alexander Kosenkow  | Alemanha      | 10.38 |       |
| 6       | 6    | Ronald Pognon       | França        | 10.43 |       |
| 7       | 2    | Dmitriy Glushchenko | Israel        | 10.50 |       |
| 8       | 1    | Dariusz Kuć         | Polónia       | 10.65 |       |

Semifinal 3
| Posição | Raia | Atleta                | Nacionalidade | Tempo | Notas |
| ------- | ---- | --------------------- | ------------- | ----- | ----- |
| 1       | 5    | Martial Mbandjock     | França        | 10.19 | Q     |
| 2       | 4    | Francis Obikwelu      | Portugal      | 10.25 | Q     |
| 3       | 8    | James Dasaolu         | Reino Unido   | 10.31 |       |
| 4       | 6    | Fabio Cerutti         | Itália        | 10.33 |       |
| 5       | 3    | Matic Osovnikar       | Eslovênia     | 10.51 |       |
| 6       | 1    | Ángel David Rodríguez | Espanha       | 10.51 |       |
| 7       | 7    | Robert Kubaczyk       | Polónia       | 10.55 |       |
| 8       | 2    | Christian Blum        | Alemanha      | 10.69 |       |

### Final

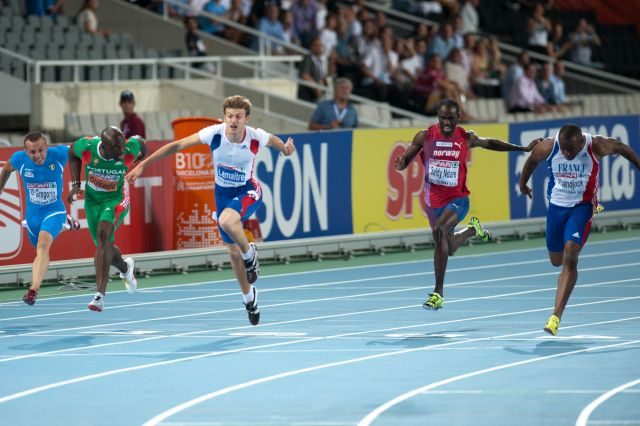
Christophe Lemaitre vencendo a final de 100 m

| Posição           | Raia | Atleta               | Nacionalidade | Tempo | Notas                |
| ----------------- | ---- | -------------------- | ------------- | ----- | -------------------- |
| Medalha de ouro   | 6    | Christophe Lemaitre  | França        | 10.11 |                      |
| Medalha de prata  | 2    | Mark Lewis-Francis   | Reino Unido   | 10.18 | Recorde da temporada |
| Medalha de bronze | 4    | Martial Mbandjock    | França        | 10.18 |                      |
| 4                 | 7    | Francis Obikwelu     | Portugal      | 10"18 | Recorde da temporada |
| 5                 | 3    | Dwain Chambers       | Reino Unido   | 10.18 |                      |
| 6                 | 5    | Jaysuma Saidy Ndure  | Noruega       | 10.31 |                      |
| 7                 | 8    | Emanuele Di Gregorio | Itália        | 10.34 |                      |
| 8                 | 1    | Simone Collio        | Itália        | DNF   |                      |

Legenda
| Recorde mundial       | Recorde mundial (World record)               |                       | Recorde africano                      | Recorde africano (African) |                                           | Q | Classificado por posição (Qualified) |
| Recorde do campeonato | Recorde do campeonato (Championship record)  | Recorde da América    | Recorde da América (Americas)         | q                          | Classificado por melhor tempo (Qualified) |   |                                      |
| Melhor marca do ano   | Melhor marca do ano (World leading)          | Recorde asiático      | Recorde asiático (Asian)              | DNS                        | Não largou (Did not start)                |   |                                      |
| Recorde nacional      | Recorde nacional (National record)           | Recorde europeu       | Recorde europeu (European)            | DNF                        | Não terminou (Did not finish)             |   |                                      |
| Recorde pessoal       | Recorde pessoal do atleta (Personal best)    | Recorde da Oceania    | Recorde da Oceania (Oceania)          | DSQ / DQ                   | Desclassificado (Disqualified)            |   |                                      |
| Recorde da temporada  | Recorde da temporada do atleta (Season best) | Recorde sul-americano | Recorde sul-americano (South America) | NM                         | Sem marca (No mark)                       |   |                                      |